# Phyzelaphryne
Phyzelaphryne is een geslacht van kikkers uit de familie Eleutherodactylidae. De wetenschappelijk naam werd voor het eerst gepubliceerd door Heyer in 1977.
Er zijn twee soorten, inclusief de pas in 2018 wetenschappelijk beschreven naam Phyzelaphryne nimio.

## Soorten
Geslacht Phyzelaphryne
- Soort Phyzelaphryne miriamae Heyer, 1977
- Soort Phyzelaphryne nimio Simões, Costa, Rojas-Runjaic, Gagliardi-Urrutia, Sturaro, Peloso & Castroviejo-Fisher, 2018

Adelophryne · 
Phyzelaphryne